# Joan Coll Crespí
Joan Coll Crespí (Palma, 1789 -?) va ser un jutge, militar i polític mallorquí. Va néixer dins una nissaga de Palma de tradició militar i jurista. Coll va llicenciar-se en dret civil i dret canònic a la Universitat Literària de Mallorca, posteriorment va exercir la carrera judicial com el seu pare i els seus germans. Políticament es decantava clarament pel pensament liberal i arribà a encapçalar una de les columnes que varen sufocar l'alçament absolutista de Campos durant el Trienni Liberal. El retorn al govern absolut de Ferran VII portà al seu empresonament al Castell de Bellver amb altres correligionaris. La pujada al tron d'Isabel II i la consolidació del règim liberal va fer que Joan Coll exercís de magistrat a Ciutadella, Manacor i Reus. També formà part de l'Audiència Provincial de València. Quan va tornar, va esdevenir batle de Palma, càrrec que va abondonar el 1856.
Un descendent llunyà seu, Fulgèncio Coll va ser candidat del partit Vox a les Illes Balears el 2019.